# アダム・ユゼフ・ポトツキ
アダム・ユゼフ・マテウシュ・ポトツキ（Adam Józef Mateusz Potocki, 1822年2月24日 - 1872年6月15日）は、オーストリア領ガリツィアのポーランド人貴族、政治家。伯爵。

## 生涯
アルトゥル・スタニスワフ・ポトツキ伯爵とその妻のゾフィア・ブラニツカ伯爵夫人（1790年 - 1879年）の間の三男としてガリツィア・ロドメリア王国ランツフート（現：ポトカルパチェ県ワンツト）に生まれた。父方の祖父は小説家のヤン・ポトツキ、母方の祖父はヘトマンのフランチシェク・クサヴェリ・ブラニツキ、同年の従兄はツィスライタニエン首相を務めたアルフレト・ユゼフ・ポトツキである。ウィーン大学、エディンバラ大学（1839年/1840年）、ベルリン大学（1841年）で学んだ。
1846年のクラクフ自由市がオーストリア帝国に併合される際はこれに反対し、1848年に帝国議会議員となる。1848年革命終息後に民族主義抑圧の風潮が高まる中、1851年に国家反逆罪に問われて禁錮6年を宣告されたが、翌1852年に恩赦を受けた。1861年にはガリツィア領邦議会議員および帝国議会議員（復帰）となった。ポトツキは1860年の政治混乱期には中央集権体制を固守するドイツ人勢力や、アントン・フォン・シュマーリング内相の政策を批判し、1863年の民族反乱（1月蜂起）に際しては、オーストリア政府のポーランド人に対する中立姿勢を強く非難した。ハプスブルク家の皇帝の下でガリツィアが自治権を享受できる連邦制の導入を基本政策として掲げていたが、一方で同じ西スラヴ系のチェコ人には強い共感を覚えていた。
ポトツキは内政面では典型的なポーランド人封建領主であり、ガリツィアの大農場の産業化を推進し、クラクフ農業経営者協会の会長を務め、地域住民や農民に惜しみない慈善活動を行っていた。1848年に発刊された新聞『時間』（Czas）の共同発行人となった。1872年に創設されたクラクフ・アカデミー（Polska Akademia Umiejętności）にも尽力した。クシェショヴィツェにて没。
1847年に結婚した母方の従妹カタジナ・ブラニツカ伯爵夫人（1825年 - 1907年）との間に2男5女をもうけた。長男のアルトゥル・ヴワディスワフ・ポトツキ（1850年 - 1890年）、次男のアンジェイ・カジミェシュ・ポトツキ（1861年 - 1908年）も父と同様に政治家になった。